# Буйя Турей, Мохамед
Мохамед Буйя Турей (англ. Mohamed Buya Turay; родился 10 января 1995) — сьерра-леонский футболист, нападающий американского клуба «Бирмингем Легион» и национальной сборной Сьерра-Леоне.

## Клубная карьера
Уроженец Фритауна, Сьерра-Леоне, Мохамед Буйя Турей начал профессиональную футбольную карьеру в Швеции. Выступал за клубы из Вестероса «Ювентус» и «Вестерос», впоследствии играл за другие шведские клубы, «АФК Эскильстуна» и «Далькурд».
В августе 2018 года перешёл в бельгийский клуб «Сент-Трюйден». 11 августа 2018 года дебютировал за клуб в матче Первого дивизиона чемпионата Бельгии против «Локерена», отметившись забитым мячом.
В январе 2019 года отправился в аренду в шведский клуб «Юргорден». Провёл в Алльвенскан (высшем дивизионе чемпионата Швеции) 29 матчей и забил 15 мячей, став лучшим бомбардиром турнира, а «Юргорден» стал чемпионом Швеции.
6 января 2024 года подписал контракт с американским клубом «Бирмингем Легион» из Чемпионшипа ЮСЛ. Дебютировал за «Бирмингем Легион» 9 марта 2024 года в матче стартового тура сезона против «Финикс Райзинг».

## Карьера в сборной
9 сентября 2018 году дебютировал в составе сборной Сьерра-Леоне в матче отборочного турнира к Кубку африканских наций против сборной Эфиопии. Однако позднее все результаты матчей сборной Сьерра-Леоне в отборочном турнире к Кубку африканских наций были аннулированы, а сама сборная отстранена от участия в турнире решением Африканской конфедерации футбола (КАФ).
В сентябре 2019 года провёл за сборную Льерра-Леоне два матча в рамках отборочного турнира к чемпионату мира 2022 года (оба — против сборной Либерии). 13 ноября 2019 года вышел на замену в матче отборочного турнира к Кубку африканских наций против сборной Лесото. Через день после того матча, по его собственным заявлениям, он почувствовал усиливающуюся боль в ноге. Футболист обратился за помощью к «семейному доктору», который сообщил ему, что он наступил на «спиритический объект» в лагере сборной Сьерра-Леоне, оставленный там специально для того, чтобы вызвать у игрока слоновью болезнь. Этот же семейный доктор сообщил, что если бы Турей обратился в больницу или использовал «традиционную медицину», это бы привело его к «завершению карьеры». По утверждениям футболиста, этот акт колдовства или «чёрной магии» был осуществлён неким недоброжелателем из зависти к тому, что Турей ранее выиграл «золотую бутсу» в Швеции. Из-за этой «травмы» он пропустил матч против сборной Бенина, отвергнув предположения из социальных сетей о том, что он избежал участия в матче, так как снимался в документальном фильме для саморекламы. Личность человека, который «покушался» на его здоровье путём колдовских ритуалов, Турей решил не раскрывать, однако пообещал, что тот «не останется безнаказанным». После обращения к специалисту альтернативной медицины футболист, по его уверениям, стал чувствовать себя лучше и «почти восстановился от травмы».
Был включён в состав сборной на Кубок африканских наций 2021.

## Достижения

### Командные
«Юргорден»
- Чемпион Швеции: 2019

### Личные
- Лучший бомбардир высшего дивизиона чемпионата Швеции: 2019